# Jízda naslepo
Jízda naslepo (1997, Driving Blind) je povídková sbírka amerického spisovatele Raye Bradburyho. Sbírka obsahuje devatenáctt autorových povídek z let 1993–1997 a dvě starší (z roku 1948 a 1974). Jde povídky plné poetičnosti, melancholie a tajemna. Kniha je zakončena autorovým esejem A Brief Afterword (Stručný doslov).

## Obsah sbírky
- Noční vlak do Babylonu (1997, Night Train to Babylon). Hrdinu povídky vyhodí z vlaku za to, že odhalí falešného karetního hráče.
- Když zabíjí MGM, kdo dostane lva? (1997, If MGM Is Killed, Who Gets the Lion?). Povídka je variací na skutečnost, že během druhé světové války bylo filmové studio MGM maskováno jako Hughesova letecká společnost, zatímco Hughesovu leteckou společnost zamaskovávali jako MGM.
- Sbohem, už musím jít (1997, Hello, I Must Be Going). Mrtvý houslista Henry vstane po čtyřech letech z hrobu, aby zjistil, proč už ho jeho žena každý den neoplakává.
- Dvojí dům (1997, House Divided). Povídka o skupině dospívajících dětí, které si na setmělé půdě vypráví strašidelné historky a prožívají první dotyky s erotikou.
- Velká loupež (1995, Grand Theft). Z domu dvou starých sester odnese zloděj jen staré milostné dopisy jedné z nich. Ty jí potom začnou opět chodit poštou.
- Pamatujete se na mě?  (1997, Remember Me?). Povídka o tom, jak náhodné střetnutí daleko od domova lidi sbližuje. Muž na ulici ve Florencii přijme od téměř neznámého muže pozvání na večeři a pak zjistí, že jde o jeho řezníka z domova.
- Čichám, čichám člověčinu (1993, Fee Fie Foe Fum). Mrazivá variace na mezigenerační vztahy. Povídka o tom, jak vnkuk pořídí do domu, kde žije jeho stará babička stroj Zlikvidátor, který zlikviduje vše, na co přijde.
- Jízda naslepo (1997, Driving Blind), povídka o muži v černé kápi, který řídí naslepo auto.
- Jakpak se asi má Sally (1997, I Wonder What's Become of Sally), povídka o muži, který chce najít svoji dávnou lásku a když se mu to podaří, nenajde odvahu jí oslovit.
- Nic se nemění (1997, Nothing Changes), povídka o muži, který objeví ve dvacet let starých školních ročenkách své dvojníky.
- Ten starý pes, co leží v prachu (1974, That Old Dog Lying in the Dust). Městečko Mexicali je opuštěné jako starý pes ležící venku v prachu uprostřed cesty. Celé ale ožije, když přijede zapomenutý mexický cirkus.
- Kdosi v dešti (1997, Someone in the Rain), příběh dvou manželů, kterým na dovolené prší a oni vzpomínají.
- Madame et monsieur Volavkovi (1997, Madame Et Monsieur Shill). Mladý muž a krásná neznámá dívka jsou najati, aby dělali tzv. „volavky“, tj. herce, kteří každý večer sedí v restauraci ve výloze a večeří jako zamilovaný pár. Ale muž se do dívky opravdu zamiluje.
- Zrcadlo (1997, The Mirror), povídka o přetrhnutí neviditelného pouta, které spojovalo dvě sestry (dvojčata), které vždy dělaly všechno spolu a nechtěly se od sebe odloučit.
- Konec léta (1948, End of Summer). Přísná venkovská učitelka se v noci přemění v krásnou ženu, která se snaží obhájit své právo na lásku a erotické fantazie.
- Ranní hrom (1997, Thunder in the Morning). Pouliční metař najde ve svém stroji neznámého člověka.
- Nejvyšší větev stromu (1997, The Highest Branch on the Tree), příběh muže, který po letech potká nenáviděného šprta, chlapce, kterého ve škole všichni ponižovali.
- Žena je neposedný piknik (1997, A Woman Is a Fast-Moving Picnic). Parta přátel v jedné irské hospodě se baví o ženách. Pro dosažení svých cílů jsou schopni vymyslet neuvěřitelné a mnohdy i komické věci.
- Virgin resusitas (1997), příběh muže, jemuž jeho milenka zničehonic oznámí, že už s ním nikdy nebude nic mít, protože se stala aktivní katoličkou.
- Pan Bledý (1997, Mr. Pale). Na palubě kosmické lodi, která odváží turisty na Mars, se objeví černý pasažér, velmi bledý člověk, který je nemocný a umírá.
- Ten ptáček, co z hodin vylétá (1997, That Bird That Comes Out of the Clock). Do poklidného městečka se nastěhuje záhadná dáma a před všemi ženami prohlásí, že si mezi těmi jejich hodlá najít manžela.

## Česká vydání
- Jízda naslepo, Baronet a Knižní klub, Praha 2001, přeložila Jana Pavlíková.